# Angelo Maria Ranuzzi
Angelo Maria Ranuzzi (ur. 19 maja 1626 w Bolonii, zm. 27 września 1689 w Fano) – włoski kardynał.

## Życiorys
Urodził się 19 maja 1626 roku w Bolonii, jako jedno z trojga dzieci senatora Marcantonia Ranuzziego i Orintii Albergati. Studiował na Uniwersytecie Padewskim, gdzie uzyskał stopień doktora utroque iure. Zajął się wówczas nauczaniem, będąc profesorem prawa kanonicznego w Fano, a następnie przeniósł się do Rzymu, gdzie został referendarzem Najwyższego Trybunału Sygnatury Apostolskiej. Wkrótce potem mianowano go gubernatorem Rimini, Rieti, Camerino i Ankony. 30 kwietnia 1668 roku został mianowany arcybiskupem tytularnym Damietty, otrzymując dyspensę z powodu nieosiągnięcia wieku kanonicznego 30 lat. Sakrę przyjął 24 czerwca. Dwa dni później został asystentem Tronu Papieskiego, a po miesiącu mianowano go nuncjuszem w Księstwie Sabaudii. Po trzech latach został powołany na reprezentanta Stolicy Piotrowej w Polsce, zrzekając się jednocześnie nuncjatury w Sabaudii. Jesienią 1675 roku zrezygnował z funkcji dyplomaty, a trzy lata później został arcybiskupem ad personam Fano. W latach 80. XVII wieku podróżował do Królestwa Francji, by podtrzymać przyjaźń z Arcyksięstwem Austriackim i zbudować koalicję przeciwko Imperium Osmańskiemu. 2 września 1686 roku został kreowany kardynałem prezbiterem, jednak nie otrzymał kościoła tytularnego. 17 maja 1688 roku został mianowany arcybiskupem Bolonii. Zmarł 27 września 1689 roku w Fano, będąc w drodze na konklawe.